# Lijst van voetbalinterlands Japan - Noord-Korea
Deze lijst van voetbalinterlands is een overzicht van alle officiële voetbalinterlands tussen de nationale teams van Japan en Noord-Korea. De landen hebben tot op heden 21 keer tegen elkaar gespeeld. De eerste ontmoeting, een kwalificatiewedstrijd voor de Azië Cup 1976, werd gespeeld in Hongkong op 17 juni 1975. Het laatste duel, een kwalificatiewedstrijd voor het Wereldkampioenschap voetbal 2026, zou op 26 maart 2024 in Pyongyang worden gespeeld, maar Noord-Korea weigerde de wedstrijd in het eigen stadion te organiseren.

## Wedstrijden
| №  | Plaats    | Datum            | Competitie                 | Wedstrijd           | Uitslag |
| -- | --------- | ---------------- | -------------------------- | ------------------- | ------- |
| 1  | Hongkong  | 17 juni 1975     | Azië Cup 1976 kwalificatie | Noord-Korea − Japan | 1 − 0   |
| 2  | Pyongyang | 23 augustus 1979 | Vriendschappelijk          | Noord-Korea − Japan | 0 − 0   |
| 3  | Hongkong  | 30 december 1980 | WK 1982 kwalificatie       | Noord-Korea − Japan | 1 − 0   |
| 4  | Tokio     | 21 maart 1985    | WK 1986 kwalificatie       | Japan − Noord-Korea | 1 − 0   |
| 5  | Pyongyang | 30 april 1985    | WK 1986 kwalificatie       | Noord-Korea − Japan | 0 − 0   |
| 6  | Tokio     | 4 juni 1989      | WK 1990 kwalificatie       | Japan − Noord-Korea | 2 − 1   |
| 7  | Pyongyang | 25 juni 1989     | WK 1990 kwalificatie       | Noord-Korea − Japan | 2 − 0   |
| 8  | Beijing   | 31 juli 1990     | Dynasty Cup 1990           | Japan − Noord-Korea | 0 − 1   |
| 9  | Beijing   | 26 augustus 1992 | Dynasty Cup 1992           | Noord-Korea − Japan | 1 − 4   |
| 10 | Hiroshima | 1 november 1992  | Azië Cup 1992              | Japan − Noord-Korea | 1 − 1   |
| 11 | Doha      | 21 oktober 1993  | WK 1994 kwalificatie       | Noord-Korea − Japan | 0 − 3   |
| 12 | Saitama   | 9 februari 2005  | WK 2006 kwalificatie       | Japan − Noord-Korea | 2 − 1   |
| 13 | Bangkok   | 8 juni 2005      | WK 2006 kwalificatie       | Noord-Korea − Japan | 0 − 2   |
| 14 | Daejeon   | 31 juli 2005     | Oost-Azië Cup 2005         | Noord-Korea − Japan | 1 − 0   |
| 15 | Chongqing | 17 februari 2008 | Oost-Azië Cup 2008         | Japan − Noord-Korea | 1 − 1   |
| 16 | Saitama   | 2 september 2011 | WK 2014 kwalificatie       | Japan − Noord-Korea | 1 − 0   |
| 17 | Pyongyang | 15 november 2011 | WK 2014 kwalificatie       | Noord-Korea − Japan | 1 − 0   |
| 18 | Wuhan     | 2 augustus 2015  | Oost-Azië Cup 2015         | Noord-Korea − Japan | 2 − 1   |
| 19 | Chofu     | 9 december 2017  | Oost-Azië Cup 2017         | Japan − Noord-Korea | 1 − 0   |
| 20 | Tokio     | 21 maart 2024    | WK 2024 kwalificatie       | Japan − Noord-Korea | 1 − 0   |
| 21 | Pyongyang | 26 maart 2024    | WK 2026 kwalificatie       | Noord-Korea − Japan | 0 − 3   |

## Samenvatting
| Competitie            | Totaal gespeeld | Winst Japan | Gelijk | Winst Noord-Korea | Doelsaldo Japan – Noord-Korea |
| --------------------- | --------------- | ----------- | ------ | ----------------- | ----------------------------- |
| WK-kwalificatie       | 12              | 8           | 1      | 3                 | 15 − 6                        |
| Azië Cup              | 1               | 0           | 1      | 0                 | 1 − 1                         |
| Azië Cup-kwalificatie | 1               | 0           | 0      | 1                 | 0 − 1                         |
| Oost-Azië Cup         | 6               | 2           | 1      | 3                 | 7 − 6                         |
| Vriendschappelijk     | 1               | 0           | 1      | 0                 | 0 − 0                         |
| Totaal                | 21              | 10          | 4      | 7                 | 23 − 14                       |

JFA · A-Internationals · Selecties · Bondscoaches · Statistieken · Olympisch elftal · Japans vrouwenelftal · Japan U21 · Japan U20 · Japan U19 · Japan U18 · Japan U17
1910 – 1949 · 
1950 – 1959 · 
1960 – 1969 · 
1970 – 1979 · 
1980 – 1989 · 
1990 – 1999 · 
2000 – 2009 · 
2010 – 2019 · 
2020 – 2029
CC 1995 · 
CC 2001 · 
CC 2003 · 
CC 2005
WK 1998 · 
WK 2002 · 
WK 2006 · 
WK 2010 · 
WK 2014 · 
WK 2018
OS 1936 · 
OS 1956 ·
OS 1964 · 
OS 1968 · 
OS 1996 ·
OS 2000 ·
OS 2004 ·
OS 2008 ·
OS 2012 ·
OS 2016 ·
OS 2020
1917 · 
1918 · 1919 · 
1921 · 
1922 · 
1923 · 
1924 · 
1925 · 
1926 · 
1927 · 
1928 · 1929 · 
1930 · 
1931 · 1932 · 1933 · 
1934 · 
1935 · 
1936 · 
1937 · 1938 · 
1939 · 
1940 · 
1941 · 
1942 · 
1943 – 1950 · 
1951 · 
1952 · 1953 · 
1954 · 
1955 · 
1956 · 
1957 · 
1958 · 
1959 · 
1960 · 
1961 · 
1962 · 
1963 · 
1964 · 
1965 · 
1966 · 
1967 · 
1968 · 
1969 · 
1970 · 
1971 · 
1972 · 
1973 · 
1974 · 
1975 · 
1976 · 
1977 · 
1978 · 
1979 · 
1980 · 
1981 · 
1982 · 
1983 · 
1984 · 
1985 · 
1986 · 
1987 · 
1988 · 
1989 · 
1990 · 
1991 · 
1992 · 
1993 · 
1994 · 
1995 · 
1996 · 
1997 · 
1998 · 
1999 · 
2000 · 
2001 · 
2002 · 
2003 · 
2004 · 
2005 · 
2006 · 
2007 · 
2008 · 
2009 · 
2010 · 
2011 · 
2012 · 
2013 · 
2014 · 
2015 ·
2016 ·
2017 ·
2018 ·
2019 ·
2020 ·
2021 ·
2022
Afghanistan ·
Angola ·
Argentinië ·
Australië ·
Azerbeidzjan · 
Bahrein ·
Bangladesh ·
België ·
Bolivia ·
Bosnië en Herzegovina ·
Brazilië ·
Brunei ·
Bulgarije ·
Cambodja ·
Canada ·
Chili ·
China ·
Colombia ·
Costa Rica ·
Cyprus ·
Denemarken ·
Duitsland ·
Ecuador ·
Egypte ·
El Salvador ·
Engeland ·
Filipijnen ·
Finland ·
Frankrijk ·
Ghana ·
Griekenland ·
Guatemala ·
Haïti ·
Honduras ·
Hongarije ·
Hongkong ·
IJsland ·
India ·
Indonesië ·
Irak ·
Iran ·
Israël ·
Italië ·
Ivoorkust ·
Jamaica ·
Jemen ·
Joegoslavië ·
Jordanië ·
Kameroen ·
Kazachstan ·
Kirgizië ·
Koeweit ·
Kroatië ·
Letland ·
Luxemburg ·
Macau ·
Maleisië ·
Mali ·
Malta ·
Mexico ·
Mongolië ·
Montenegro ·
Myanmar ·
Nederland ·
Nepal ·
Nieuw-Zeeland ·
Nigeria ·
Noord-Korea ·
Noorwegen ·
Oekraïne ·
Oezbekistan ·
Oman ·
Oostenrijk ·
Pakistan ·
Palestina ·
Panama ·
Paraguay ·
Peru ·
Polen ·
Qatar ·
Roemenië ·
Rusland ·
Saoedi-Arabië ·
Schotland ·
Senegal ·
Servië ·
Servië en Montenegro ·
Singapore ·
Slowakije ·
Sovjet-Unie ·
Spanje ·
Sri Lanka ·
Syrië ·
Tadzjikistan ·
Taiwan ·
Thailand ·
Togo ·
Trinidad en Tobago ·
Tsjechië ·
Tunesië ·
Turkije ·
Turkmenistan ·
Uruguay ·
Venezuela ·
Verenigde Arabische Emiraten ·
Verenigde Staten ·
Vietnam ·
Wales ·
Wit-Rusland ·
Zambia ·
Zuid-Afrika ·
Zuid-Jemen ·
Zuid-Korea ·
Zuid-Vietnam ·
Zweden ·
Zwitserland
Australië (2006) · 
Brazilië (2006) · 
België (2018) · 
Colombia (2014) · 
Colombia (2018) ·
Denemarken (2010) ·
Duitsland (2022) · 
Frankrijk (2001) · 
Griekenland (2014) · 
Ivoorkust (2014) · 
Kameroen (2010) · 
Kroatië (2006) · 
Nederland (2010) ·
Polen (2018) ·
Senegal (2018) ·
Spanje (2022)
DPR Korean Football Association · A-internationals · Selecties · Bondscoaches · Noord-Koreaans vrouwenelftal · Noord-Korea U21 · Noord-Korea U20 · Noord-Korea U19 · Noord-Korea U18 · Noord-Korea U17
1959 – 1969 · 
1970 – 1979 · 
1980 – 1989 · 
1990 – 1999 · 
2000 – 2009 · 
2010 – 2019
AC 1980 ·
AC 1992 ·
AC 2011 ·
AC 2015
WK 1966 ·
WK 2010
OS 1964 ·
OS 1976
1959 ·
1960 ·
1961–1964 · 
1965 ·
1966 ·
1967–1972 · 
1973 ·
1974 ·
1975 ·
1976 ·
1977 · 
1978 ·
1979 ·
1980 ·
1981 ·
1982 ·
1983–1984 · 
1985 ·
1986 ·
1987 · 
1988 ·
1989 ·
1990 ·
1991 ·
1992 ·
1993 ·
1994–1997 · 
1998 ·
1999 ·
2000 ·
2001 ·
2002 ·
2003 ·
2004 ·
2005 ·
2006 · 
2007 ·
2008 ·
2009 ·
2010 ·
2011 ·
2012 ·
2013 ·
2014 ·
2015 ·
2016 ·
2017
Afghanistan ·
Australië · 
Bahrein · 
Bangladesh · 
Bolivia · 
Brazilië · 
Bulgarije ·
Burkina Faso ·
Cambodja · 
Canada · 
Chili · 
China · 
Congo-Brazzaville · 
Egypte · 
Filipijnen · 
Finland · 
Griekenland · 
Guam · 
Guinee ·
Hongkong · 
India · 
Indonesië · 
Irak · 
Iran · 
Italië · 
Ivoorkust · 
Japan · 
Jemen · 
Jordanië · 
Kazachstan · 
Kirgizië · 
Koeweit · 
Letland · 
Libanon · 
Macau · 
Maleisië · 
Mali · 
Mexico · 
Mongolië · 
Myanmar · 
Nepal · 
Nigeria · 
Noorwegen · 
Oezbekistan · 
Oman · 
Pakistan ·
Palestina · 
Paraguay ·
Polen · 
Portugal · 
Qatar · 
Saoedi-Arabië · 
Singapore · 
Sovjet-Unie · 
Sri Lanka · 
Syrië · 
Tadzjikistan · 
Taiwan · 
Thailand · 
Turkmenistan · 
Venezuela · 
Verenigde Arabische Emiraten · 
Verenigde Staten · 
Vietnam · 
Zambia · 
Zuid-Afrika · 
Zuid-Korea · 
Zweden
Ivoorkust (2010) ·